# Магнушев (гмина)
Магнушев (пол. Magnuszew) — сельская гмина (волость) в Польше, входит как административная единица в Козеницкий повет, Мазовецкое воеводство. Население — 6619 человек (на 2004 год).

## Демография
| Перепись                       | Всего   | Всего | Женщины | Женщины | Мужчины | Мужчины |
| ------------------------------ | ------- | ----- | ------- | ------- | ------- | ------- |
| Единицы                        | человек | %     | человек | %       | человек | %       |
| Население                      | 6619    | 100   | 3212    | 48,5    | 3407    | 51,5    |
| Плотность населения (чел./км²) | 47      | 47    | 22,8    | 22,8    | 24,2    | 24,2    |

## Сельские округа
1. Александрув
2. Анелин
3. Басинув
4. Богушкув
5. Божувка
6. Хмелев
7. Дембоволя
8. Грущын
9. Гжибув
10. Кемпа-Скурецка
11. Клода
12. Колёня-Рознишев
13. Курки
14. Ляткув
15. Магнушев
16. Мнишев
17. Острув
18. Осемборув
19. Пшевуз-Тарновски
20. Пшевуз-Стары
21. Пшидвожице
22. Ренковице
23. Рознишев
24. Тшебень
25. Тыборув
26. Вильчковице-Дольне
27. Вильчоволя
28. Воля-Магнушевска
29. Вулька-Тарновска
30. Загробы
31. Желязна-Нова
32. Желязна-Стара

## Соседние гмины
1. Гмина Гловачув
2. Гмина Грабув-над-Пилицей
3. Гмина Козенице
4. Гмина Мацеёвице
5. Гмина Варка
6. Гмина Вильга